# Сражение при Камароне
Сражение при Камароне (исп. Batalla de Camarón) или при Камероне (фр. Bataille de Camerone) — сражение между ротой Французского Иностранного легиона и мексиканскими войсками во время французской интервенции в Мексику, которое произошло 30 апреля 1863 года вблизи мексиканского селения Камарон-де-Техеда (ныне штат Веракрус) и длилось более 10 часов. Патруль легионеров численностью 65 человек, во главе которого стояли капитан Жан Данжу и лейтенанты Наполеон Вилен и Клеман Моде, был атакован превосходящими силами мексиканской армии. Легионеры отбили две атаки мексиканцев и отступили в асьенде Камарон, заняв там оборону. Они отказались от предложения сдаться и вступили в бой. В течение дня они отражали атаки превосходящих сил противника, насчитывавших до 2 тысяч человек.
К концу сражения в строю остались только трое легионеров, которые согласились сдаться мексиканцам при условии сохранения оружия: потрясённые доблестью легионеров мексиканцы приняли капитуляцию на этих условиях. Битва при Камароне считается одной из самых известных в истории Иностранного легиона. В ходе этой битвы бойцы Иностранного легиона продемонстрировали свои боевые качества, в том числе готовность сражаться до конца против превосходящих сил противника и не сдаваться, пока остаётся возможность оказывать сопротивление. Слово «Камерон» стало нарицательным среди легионеров. Ежегодно 30 апреля отмечается Иностранным легионом как один из дней его воинской славы.

## Предыстория

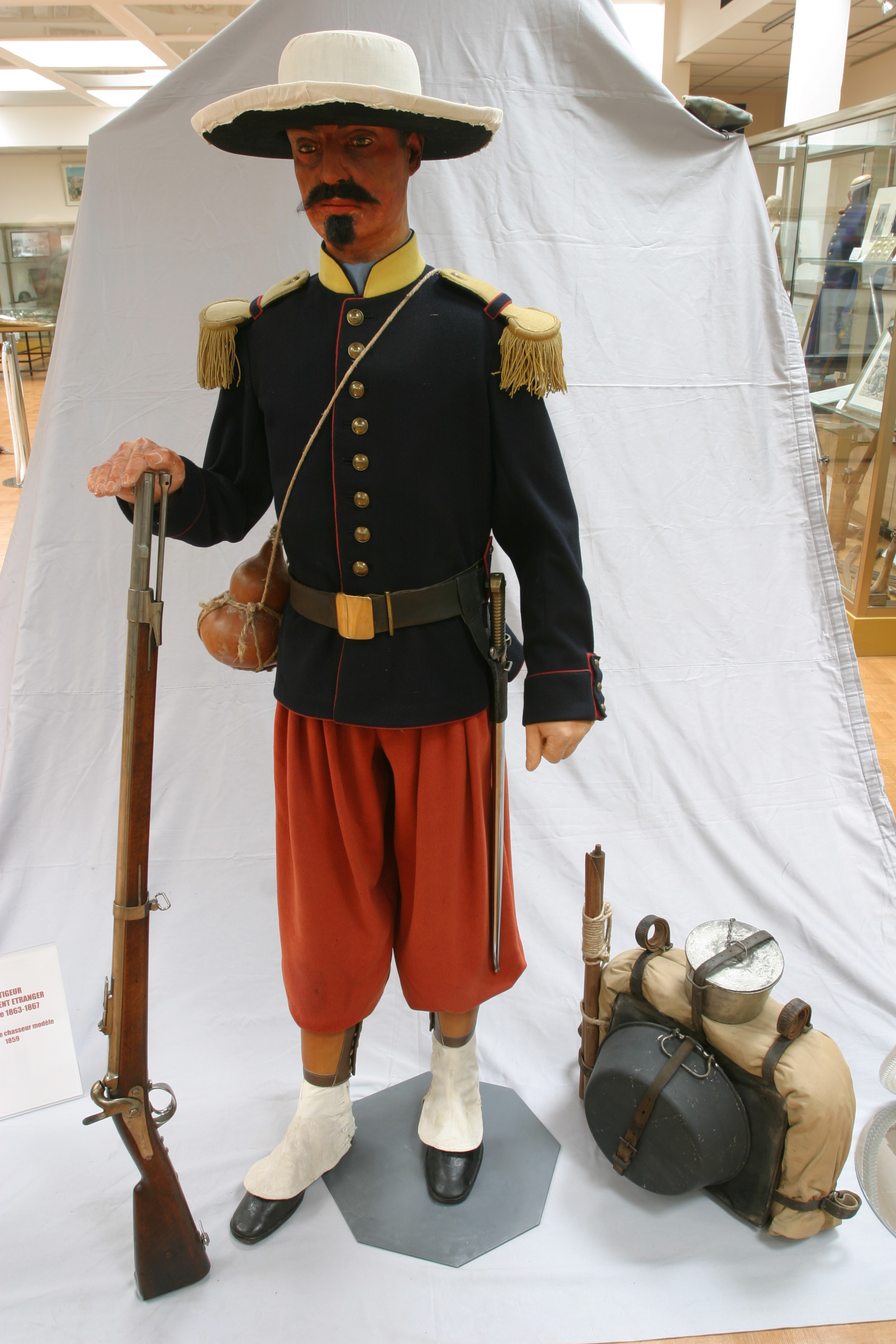
Снаряжение бойца Иностранного легиона в ходе Мексиканской экспедиции в 1863 году.

### Прибытие Иностранного легиона в Мексику
Французская интервенция в Мексику началась в 1861 году по инициативе императора Франции Наполеона III, который стремился усилить политическое влияние Франции на международной арене. Он решил воспользоваться хаосом, царившим в Мексике после войны за Реформу, и шедшей в США гражданской войной. Формальным поводом для вторжения стал внешний долг Мексики перед Францией. Во вторжении также участвовали Великобритания и Испания. Объединённые силы коалиции высадились 8 декабря 1861 года в Веракрусе. В ходе кампании французы рассчитывали привести к власти австрийского эрцгерцога Максимилиана.
19 января 1863 года вышел приказ о развёртывании двух мобильных батальонов Французского Иностранного легиона, которые должны были принять участие в экспедиции. В состав этих батальонов входили 7 пехотных рот, штабная рота (отвечала за снабжение и управление) и оркестр. Общая численность сил Легиона составляла 2 тысячи человек, что было эквивалентно одной бригаде. Командующим был полковник Пьер Жаннингро. 9 февраля корабли «Сен-Луи» (Saint-Louis) и «Ваграм» (Wagram) с бойцами Французского Иностранного легиона на борту отплыли из порта города Мерс-эль-Кебир, прибыв 26 марта в Веракрус.

### Обоз в Пуэблу
Многие легионеры полагали, что собираются принять непосредственное участие в осаде города Пуэбла, который осадили в марте французские войска под командованием генерала Эли Форе, насчитывавшие 28 тысяч человек. Однако 30 марта полковник Жаннингро сообщил бойцам, что им придётся заниматься охраной дороги из Веракруса в местечко Чикиуите (исп. Chiquihuite). В частности, 1-й батальон, находившийся под командованием майора Реньо (фр. Regnault), должен был охранять дорогу в направлении Чикиуите, а 2-й батальон под командованием майора Мунье (фр. Munier) отвечал за охрану дороги из Тегерии (исп. Tegeria) в Ла-Соледад (исп. La Soledad). Эти дороги, находившиеся на так называемых «Горячих землях» (фр. Terres chaudes), были важны для снабжения осаждающих, поскольку по ним двигались обозы с припасами. 1 апреля легионеры сели на поезд в Веракрусе, который через пять миль остановился в Ла-Техере (исп. La Tejera), где закончилась железная дорога. До Соледада легионеры добирались пешком, а их припасы везли индейцы и мулы. Через несколько дней легион достиг местечка Чикиуите, где и расположился штаб легионеров.
Для обеспечения продолжения осады Пуэблы французы решили отправить очередной обоз из Веракруса в помощь осаждающим. В состав этого обоза вошли осадные орудия, 150 мулов, гружёные 3 миллионами французских франков золотыми слитками, и 60 вагонов с боеприпасами. Обозом командовал капитан Жак Кабоссель (фр. Jacques Cabossel). 29 апреля полковнику Жаннингро сообщили о том, что обоз должен выйти из Соледада: изначально он содержал исключительно только орудия и припасы, но позже в его состав включили и золото. На пути из Соледада в Чикиуите конвой охранялся всего двумя ротами фузилёров, что считалось достаточным. Однако индейские шпионы сообщили Жаннингро, что мексиканцы могут готовить засаду: утверждалось, что лояльные Бенито Хуаресу войска готовятся атаковать обоз 30 апреля либо на дороге Ла-Соледад — Пало-Верде, либо на дороге Пало-Верде — Камарон-де-Техеда. Полковник принял решение усилить охрану конвоя на последующих участках и отправить вперёд обоза 3-ю роту 1-го батальона полка Иностранного легиона для проведения разведки. Было известно, что в той местности орудовали многочисленные отряды мексиканских партизан.

### Состав 3-й роты
Из-за эпидемии жёлтой лихорадки в Легионе в строю не оказалось никого из офицеров 3-й роты. В связи с этим командовать ротой вызвался адъютант-майор 1-го батальона Иностранного легиона Жан Данжу, произведённый в капитаны. Вторые лейтенанты Наполеон Вилен и Клеман Моде также вошли в командный состав. Всего на задание было отправлено 65 человек — 62 легионера и 3 офицера. Остальные бойцы роты не могли присоединиться к ним из-за лихорадки. Самому молодому легионеру было 18, самому старшему — 40 лет. В отряде Данжу были не только французы, но также немцы, поляки, бельгийцы, испанцы и итальянцы. По воспоминаниям полковника Жаннингро и его сослуживцев, все бойцы 3-й роты были опытными бойцами, а капитан Данжу — отличным командиром.
Офицеры
- Капитан Жан Данжу (Jean Danjou)
- Второй лейтенант Наполеон Вилен[фр.] (Napoléon Vilain)
- Второй лейтенант Клеман Моде[фр.] (Clément Maudet)

Легионеры
- Сержант-майор Анри Тонель (Henri Tonel)
- Сержант Винсент Мария Можицкий (Vincent Maria Morzycki)
- Сержант Жан Жермей (Jean Germeys)
- Сержант Альфред Пальмер[фр.] (Alfred Palmaert)
- Сержант Карл Шеффер (Karl Schaeffer)
- Капрал Филлип Мэнь (Phillipe Maine)
- Капрал Эварист Берг[фр.] (Évariste Berg)
- Капрал Адольфи Делькаретто (Adolfi Delcaretto)
- Капрал Генрих Пинцингер (Heinrich Pinzinger)
- Капрал Карл Маньин (Karl Magnin
- Барабанщик Казимир Лаи (Casimir Laï)
- Фузилёр[c] Алойсио Бернардо (Aloysio Bernardo)
- Фузилёр Натале Бертолетто (Natale Bertoletto), также упоминается под фамилией Bertolotto[39]
- Фузилёр Николя Бургистер (Nicola Burgister)
- Фузилёр Георг Катенхаузен (Georg Catenhausen)
- Фузилёр Виктор Катто (Victor Catteau)
- Фузилёр Питер Конрад (Peter Conrad)
- Фузилёр Питер Диккенс (Peter Dickens), единственный англичанин[38]
- Фузилёр Шарль Дюбуа (Charles Dubois)
- Фузилёр Антон Э. Фридрих (Anton E. Friedrich)
- Фузилёр Георг Фурбас (Georg Furbasz)
- Фузилёр Луи Гру (Louis Groux)
- Фузилёр Эмиль Хипп (Emile Hipp)
- Фузилёр Феликс Лангмайер (Felix Langmeier)
- Фузилёр Луис Лернульд (Louis Lernould)
- Фузилёр Йоханн Ройс (Johann Reuss)
- Фузилёр Даниэль Зайлер (Daniel Seiler)
- Фузилёр Анри Вандесавель (Henri Vandesavel)
- Фузилёр Карл Виттгенс (Karl Wittgens)
- Фузилёр Жан Тиммерманс (Jean Timmermans)
- Фузилёр Констант Даэль (Constant Dael)
- Фузилёр Людвиг Рор (Ludwig Rohr)
- Фузилёр Ганс Курц (Hans Kurz)
- Фузилёр Клод Бийо (Claude Billod)
- Фузилёр Жан Баас (Jean Baas)
- Фузилёр Антон Бугуцкий (Anton Bugucki)
- Фузилёр Лоран Константен (Laurent Constantin)
- Фузилёр Франсуа Т. Даглинкс (Francois T. Daglincks)
- Фузилёр Фридрих Фриц (Friedrich Fritz)
- Фузилёр Йозеф Рерберс (Josef Rerbers)
- Фузилёр Йозеф Шрайблих (Josef Schreiblich)
- Фузилёр Йозеф ван дер Меерске (Josef van der Meersce)
- Фузилёр Луипольд ван Опсталь (Luitpold van Opstal)
- Фузилёр Хартог де Фриз (Hartog de Vries)
- Фузилёр Готтфрид Венцель (Gottfried Wenzel)
- Фузилёр Феликс Брунсвик (Felix Brunswick)
- Фузилёр Алоиз Гертнер (Aloys Gaertner)
- Фузилёр Леон Горски (Leon Gorski)
- Фузилёр Адольф Жаннин (Adolphe Jeannin)
- Фузилёр Ульрих Конрад (Ulrich Konrad), денщик капитана Данжу[38]
- Фузилёр Ипполит Кувассег[фр.] (Hippolyte Kuwasseg), также упоминается под фамилией Kunasseg[38]
- Фузилёр Фридрих Леммер (Friedrich Lemmer)
- Фузилёр Ж. Б. Леонард (J. B. Leonard), также упоминается под фамилией Léonhart[17]
- Фузилёр Эдуар Мерле (Edouard Merlet)
- Фузилёр Герман Шифер (Hermann Schifer)
- Фузилёр Ганс Зефрин (Hans Sefrin)
- Фузилёр Йозеф Зегерс (Josef Segers)
- Фузилёр Фараон ван дель Бульке[фр.] (Pharaon van der Bulche)[38]
- Фузилёр Николя Зей (Nicola Zey)
- Фузилёр «X»[d]

## Ход сражения

### Асьенда Камарон

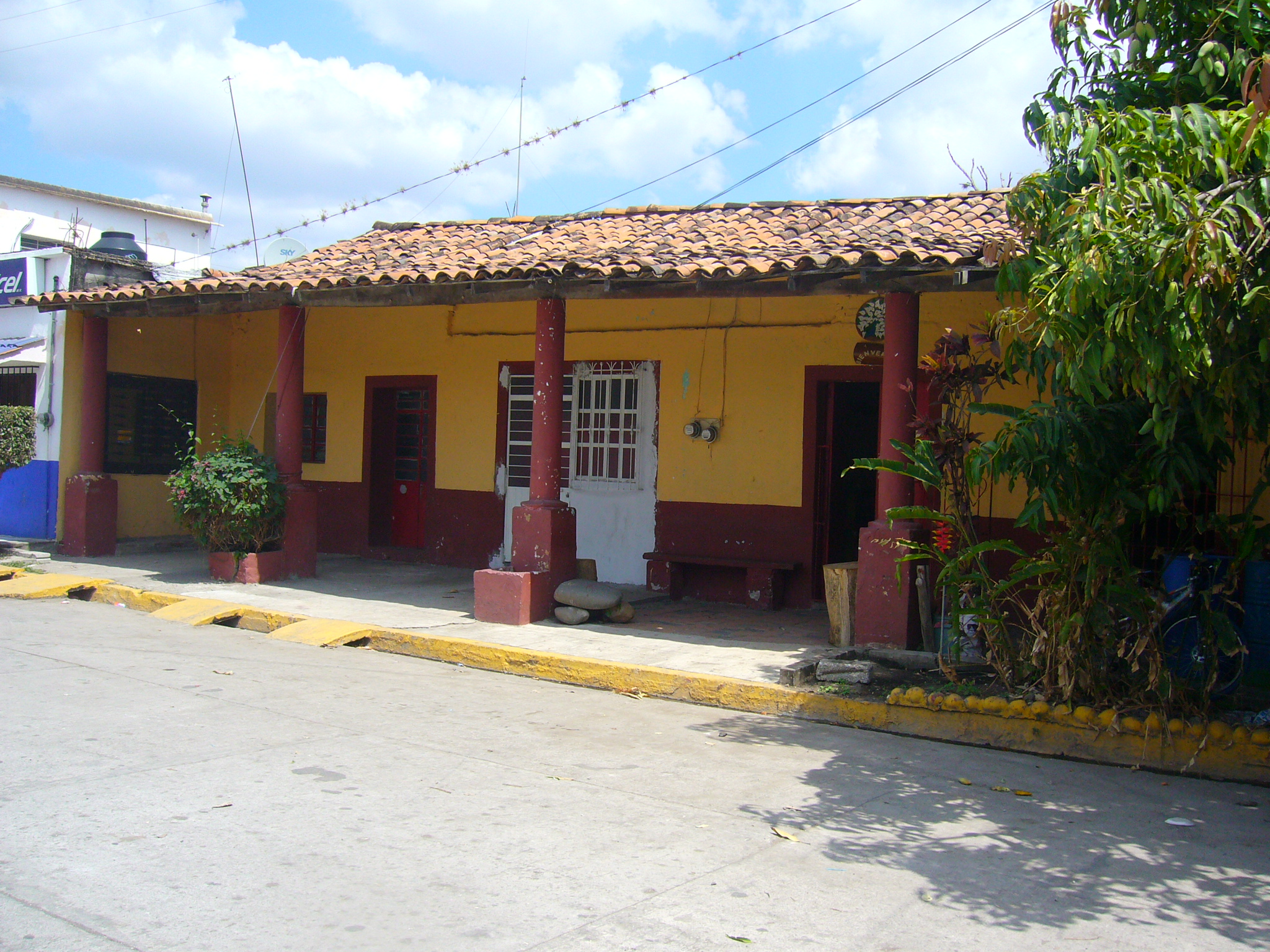
Асьенда Ла-Тринидад

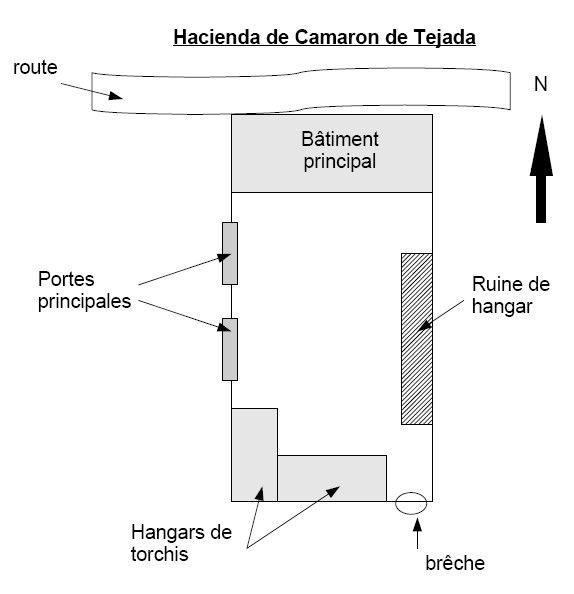
План асьенды

Согласно воспоминаниям капрала Мэня, вечером 29 апреля 1863 года около 23:00 состоялось построение 3-й роты, после которого она отправилась в поход. По данным Эрвана Берго, построение состоялось 30 апреля в 0:30, и роте зачитали приказ: отправиться в направлении Пало-Верде (12 миль к западу) и проверить окрестности на наличие признаков готовящейся засады, после чего вернуться обратно как можно скорее. Капитан Данжу ждал выступления, поскольку, согласно графику, его частям нужно было добраться за 6 часов до Пало-Верде, в связи с чем скорость продвижения его людей должна была составлять как минимум 4 мили в час. В 1:00 рота двинулась в путь из Чикиуите в северо-восточном направлении, к форту Пасо-дель-Мачо. Легионеры шли двумя колоннами, которые возглавляли капитан Данжу, лейтенанты Вилен и Моде; вслед за ними шли сержант-майор Тонель, денщик капитана Данжу фузилёр Конрад и барабанщик Лаи. Шествие замыкал сержант Можицкий. Лошадей у роты не было, поэтому все двигались пешком. Бойцы были в летней форме — синие куртки, льняные брюки и сомбреро.
В 2:00 рота капитана Данжу сделала привал в Пасо-дель-Мачо, где находилась рота гренадеров капитана Феликса Соссье. Соссье предложил капитану Данжу взять в качестве подмоги взвод гренадеров, но Данжу отказался, заявив, что не хочет ослаблять позиции, которые занимали гренадеры. В 5:45 легионеры достигли окрестностей города Камарон-де-Техеда и добрались до находившейся рядом асьенды Камарон, также известной под названием Ла-Тринидад (исп. La Trinidad) или Трините (фр. Trinité). Асьенда представляла собой небольшую крепость площадью 50 м², окружённую глинобитной стеной высотой около 3 м. Вдоль её северной стены располагались жилые помещения под навесами, центральный двор был полностью открыт, а в южной части находилась конюшня. Северное двухэтажное здание было соединено 3-метровыми стенами с помещениями на юге, в западной части находились двое ворот, а на востоке стоял полуразвалившийся сарай. За асьендой находилась небольшая возвышенность, выгодная с военной точки зрения и позволявшая обстреливать асьенду. Близлежащих источников воды не было. Легионеры обыскали асьенду, однако ничего примечательного там не обнаружили.

### Силы противника

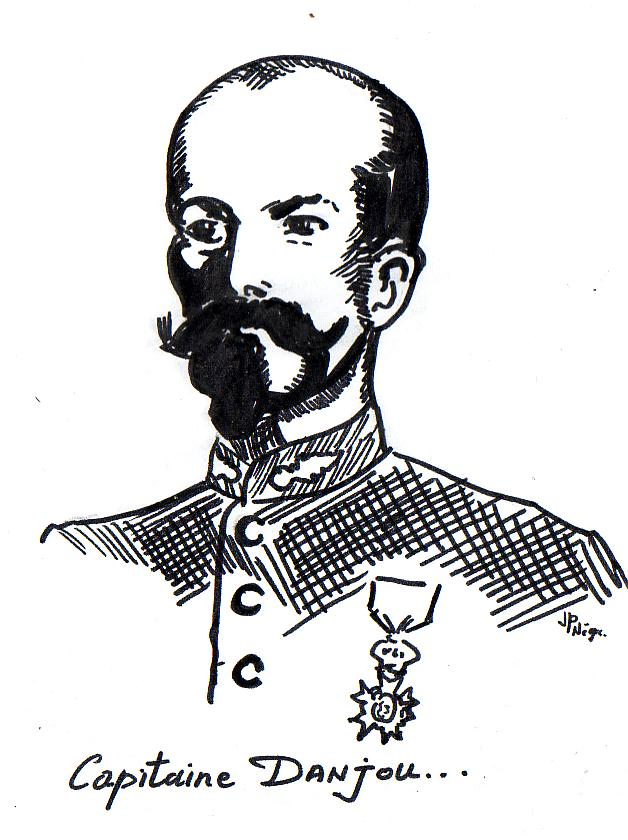
Капитан Жан Данжу

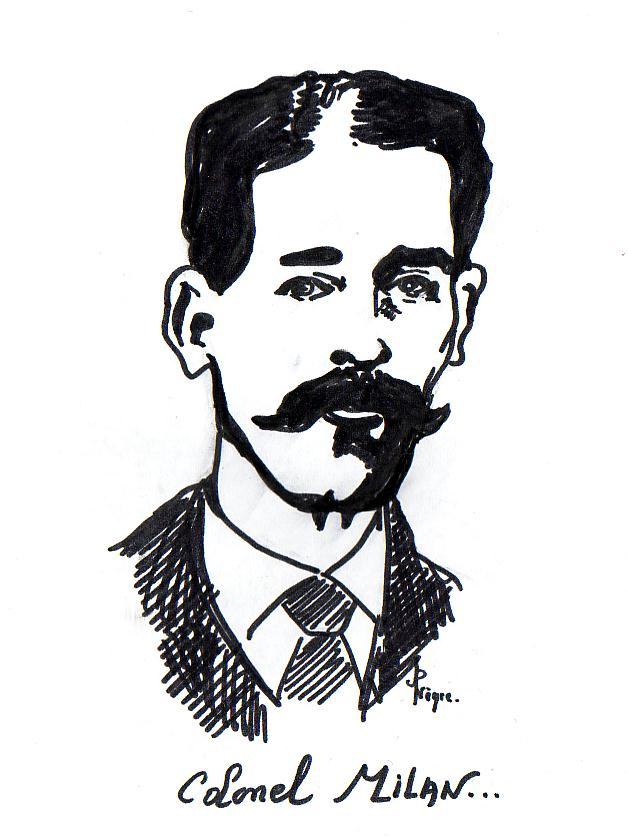
Де Паула Милан, Франсиско

В Ла-Хойе (исп. La Joya), в шести милях к северо-востоку от города Камарон-де-Техеда, находился штаб Центральной бригады мексиканских войск, которой командовал полковник Франсиско де Паула Милан, губернатор штата Веракрус. В его распоряжении находились солдаты Национальной гвардии из Кордовы, Халапы, Коскоматепек-де-Браво и Веракруса, а также регулярные части драгунов, отряды уланов-ополченцев и пешие ополченцы из других городов и местечек Мексики. Полковнику Иностранного легиона Жаннингро его источники доложили, что именно Милан будет готовить нападение на обоз. Жаннингро также был осведомлён о большом боевом опыте Милана, который служил более 15 лет в мексиканской армии и участвовал в войне против США и войне за Реформу. Заместителем Милана был майор Себастьян Кампос (исп. Sebastian I. Campos), также участвовавший в войне за Реформу и уже отличившийся в ряде сражений против французских интервентов.
В распоряжении полковника Милана были 500 кавалеристов из регулярных войск, 350 кавалеристов ополчения и три пехотных батальона по 400 человек в каждом. В итоге войско, находившееся в районе Камарона под его командованием, превышало 2000 человек (более 800 всадников и 1200 пехотинцев). Соотношение сил мексиканцев и выступивших в поход легионеров составляло 30 к 1. Лазутчики доложили мексиканцам о содержимом обоза, и те решили атаковать его из засады и как можно скорее уничтожить. Позволить обозу добраться до осаждающих означало бы неизбежное падение Пуэблы, а разгром обоза стал бы серьёзным ударом для французов. Незадолго до приближения к Пало-Верде капитан Данжу, следуя указаниям своего командования, отправил небольшую группу разведчиков в направлении Ла-Хойи. В какой-то момент полковник Милан забеспокоился, что французы могут обнаружить затаившиеся там мексиканские войска, однако до позиций мексиканцев легионеры так и не добрались. Тем не менее Милан принял решение отправить вперёд кавалерийский отряд, чтобы тот проследил за легионерами.

### Начало сражения. Отражение кавалерийских атак
К 7:00 легионеры достигли Пало-Верде, где решили сделать привал, чтобы позавтракать и выпить кофе. В 7:30 (или в 8:00) их завтрак был прерван, поскольку они заметили мексиканский кавалерийский эскадрон Котастла, в который входили 250 ранчерос (исп. rancheros) под командованием капитана Томаса Альгонсанаса (исп. Tomas Algonzanas). Кавалеристы находились к северу от Пало-Верде: они двигались первоначально в юго-восточном направлении, а затем взяли курс на юг, перейдя дорогу в миле от местонахождения легионеров. О приближении всадников сообщил часовой с западной части периметра. Данжу сразу понял, что на открытой местности у легионеров не будет шанса выстоять против мексиканской кавалерии, поэтому приказал своим солдатам двигаться через лес к северу от дороги и закрепиться у 3-метровых стен асьенды. Капитан рассчитывал задержать мексиканцев боем на максимально возможное время, чтобы отвлечь их внимание от обоза. К 9:00 легионеры были уже около асьенды. Полковник Милан в то же время принял решение нанести удар по Данжу прежде, чем легионеры смогут предупредить сослуживцев о готовящейся засаде на обоз, поэтому отправил в помощь уланам Альгонсанаса драгунский эскадрон и четыре пехотных батальона.
Капитан Данжу рассчитывал продвинуться в западном направлении по дороге в сторону Пасо-дель-Мачо, но его люди, пройдя немного, заметили к северу от дороги кавалерию Альгонсанаса. Капитан приказал своим людям построиться в каре для отражения атаки: он заметил, что мексиканцы перед атакой специально надели тяжёлые кожаные куртки, которые играли роль своеобразной кирасы. Поскольку французов было мало, каре построили только в одну линию, а часть солдат осталась в центре в качестве резерва, готовясь в случае необходимости заменить убитых. Бойцам пришлось ждать команды капитана Данжу, чтобы открыть огонь по приближающимся мексиканцам: только когда те подошли очень близко, капитан приказал открыть огонь. Атаковавшие двумя колоннами мексиканцы отступили после ружейного залпа. 3-я рота, укрывшись в зарослях кактусов к югу от дороги, двинулась под их прикрытием в сторону асьенды Камарон.
Однако легионеры понесли серьёзную потерю, лишившись двух мулов, которые несли продовольствие, воду и боеприпасы. Мексиканцы фактически угнали мулов, поскольку те после первой атаки последовали за отступавшими мексиканцами. Таким образом, у легионеров из патронов остались только те, которые они носили на себе. Тем временем мексиканцы приготовились к новой атаке, невзирая на сложный рельеф местности. Они атаковали к югу от асьенды, но каре легионеров благодаря залповому огню и штыковой атаке устояло и в этот раз. Легионеры потеряли 16 человек: согласно докладу лейтенанта Моде капитану Данжу, эти бойцы оказались отрезанными от основных сил Легиона, держа оборону на крайне неудобном участке, где росли кактусы. По всей видимости, большинство из этих 16 бойцов получили ранения разной степени тяжести, и некоторые из них погибли. Таким образом, из бойцов в строю остались 46 солдат и 3 офицера.

### Подготовка к обороне. Клятва капитана
Легионеры сумели добраться до асьенды и занять позиции для обороны, но их ждала очередная неприятность в виде прорвавшихся к асьенде мексиканцев: часть их была уже у первого этажа здания, а один или двое человек пробрались в его восточное крыло. Положение легионеров осложнялось тем, что до их базы было слишком далеко, а французское командование отправило легион на патрулирование без поддержки, не воспринимая угрозы нападения мексиканских партизан всерьёз. Тем не менее обоз с золотом всё же вернулся в Ла-Соледад, а вскоре туда доставили сообщение о том, что 3-я рота ведёт бой. Капитан Данжу начал готовиться к обороне: одна часть легионеров закрепились в сарае на юге асьенды, решив использовать небольшие окошки в качестве бойниц для стрельбы по противнику, а другая часть закрепилась в двухэтажном здании, забаррикадировав двери, заколотив отверстие в одном из углов (капрал Мэнь утверждал, что через него якобы могла проехать конная повозка) и приготовилась стрелять из окон и импровизированных бойниц. Лучший вид на поле боя открывался на северо-западном участке асьенды, откуда можно было видеть и двор, и проходившую рядом дорогу. Хладнокровие Данжу позволило французам организовать грамотную оборону.
Тем временем к асьенде прибыли драгуны полковника Милана, о приближении которых доложил сержант Можицкий. Кавалеристы сняли шпоры и повесили их на сёдла, чтобы поберечь своих лошадей: подъехав к стенам, они сделали предупредительный залп для устрашения противника, демонстрируя своё численное превосходство. Полковник Милан направил капитана Рамона Лене, француза по происхождению, в качестве парламентёра. Тот обратился к легионеру Можицкому на французском, предложив легионерам сложить оружие и сдаться, чтобы избежать бессмысленных смертей. Можицкий передал капитану Данжу предложение мексиканцев, и тот заявил, что не смеет даже обсуждать сдачу, поскольку тогда обоз с золотом и припасами достанется мексиканцам. Согласно официальной версии, Данжу ответил мексиканцам: «У нас достаточно патронов, и мы не сдадимся». Можицкий, по словам Эрвана Берго, не только передал ответ капитана Данжу, но ещё и назвал мексиканцев безумцами. Те вскоре пошли на штурм.

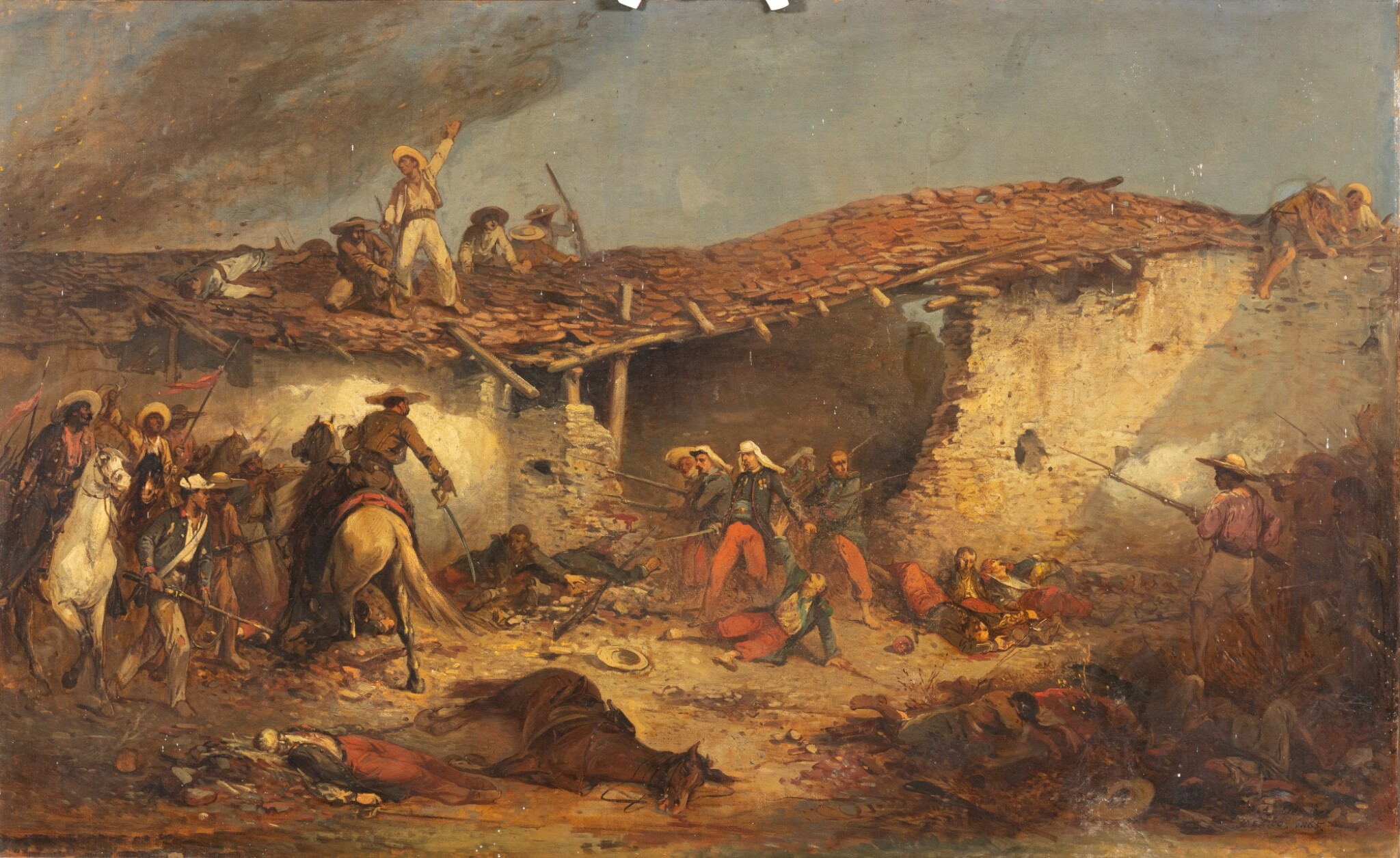
Картина Жана-Адольфа Боса «Битва при Камероне»

Хотя мексиканцы не подгоняли лошадей шпорами, тем было тяжело везти всадников в тяжёлых кожаных куртках, поэтому лошади двигались медленно. Мексиканская кавалерия, выступая на открытой местности, попала под обстрел легионеров и вынуждена была отступить. Несколько последующих кавалерийских атак с востока и юга также не возымели успеха. В целом соотношение сил мексиканцев и французов не оставляло легионерам шансов на победу, но Данжу потребовал от своих подчинённых поклясться сражаться до последней капли крови и не сдаваться: согласно официальной версии, он поднял вверх правую руку и потребовал от легионеров сделать то же самое, произнося при этом клятву сражаться до конца; по другой версии, Данжу потребовал от своих подчинённых принести эту клятву на его деревянной руке-протезе. По словам Джеймса Райана, легионеры выслушали яркую речь Данжу, которая вдохновила их на продолжение боя. Во время сражения капитан постоянно подбадривал своих бойцов, призывая их не сдаваться.

### Оборона асьенды
Около 11:00 мексиканцы атаковали западное крыло асьенды и прорвались внутрь с южной стороны. Эта атака была отражена, однако Данжу получил смертельное пулевое ранение в грудь, когда обегал позиции своих подчинённых. Лейтенант Жан Вилен стал свидетелем случившегося и пытался спасти капитана, но безуспешно. Умирающий Данжу произнёс несколько слов, среди которых Вилен разобрал только слово «никогда». Вилен взял на себя командование легионерами после гибели капитана. Спустя некоторое время погиб сержант Тонель, получивший несколько пулевых ранений: умирающий сержант подозвал к себе легионера Берга, призвав его помнить о данной легионерами клятве. Вскоре Можицкий сообщил, что слышит звук рожка: легионеров охватила надежда, что к ним пришла подмога в лице капитана Сассье из роты гренадеров со стороны Пасо-дель-Мачо. Однако эта надежда испарилась в мгновение ока, когда легионеры увидели, что под эти звуки к асьенде подходили подкрепления мексиканцев. В бой были брошены пехотные части бригады полковника Милана, насчитывавшие от 1200 до 1400 человек. К стенам асьенды под марш «дегено» (исп. degueno) подошли пехотинцы в серой шерстяной униформе в полоску: это были батальоны из Веракруса, Кордобы (бойцы этих батальонов носили сомбреро) и Халапы (эти бойцы носили кепи), а также ополченцы из Коскоматепека.
Участвовавшие в бою легионеры были вооружены нарезными винтовками Минье образца 1859 года, в то время как у мексиканских пехотинцев из оружия были как карабины Шарпса 1859 года выпуска, так и старые гладкоствольные мушкеты. Мексиканские кавалеристы (в частности, подчинявшиеся капитану Альгонсанасу) были вооружены нарезными мушкетами Springfield Model 1855, карабинами Springfield образца 1855 года и различными револьверами. Благодаря численному превосходству мексиканцы обеспечивали ведение плотного огня по позициям французов, а по словам Эрвана Берго, численность осаждающих позволяла им рассчитывать на взятие асьенды за 15 минут. Тем не менее полковник Милан решил дать французам шанс выйти из боя без жертв и снова отправил к ним капитана Лене, который опять потребовал от легионеров капитулировать и даже показал им на мексиканских пехотинцев, готовых к бою. Сержант Можицкий в ответ на это выкрикнул «Merde!», последовав примеру Пьера Камбронна в битве при Ватерлоо. Лейтенант Вилен с улыбкой сказал Можицкому, что понял ответ, а Лене ушёл с ещё более печальным видом.
Положение легионеров осложнялось не только нехваткой продовольствия и воды, но и сильной жарой. По данным Джеймса Райана, после 4 часов сражения в строю остались только 32 легионера, к 14:00 их осталось только 20. В этот момент пятеро легионеров вынуждены были покинуть северо-западное крыло дома, поскольку мексиканцы пробили дыру в потолке здания и начали расстреливать в упор французов: легионеры присоединились к лейтенанту Вилену, державшему оборону у ворот асьенды. В 14:30 погиб Вилен, получивший пулю в лоб, и командование принял лейтенант Клеман Моде. К 16:00 мексиканцы продолжали наступать, несмотря на упорное сопротивление легионеров. Полковник Милан, пользуясь тем, что с востока дул сильный ветер, решил выкурить французов с их позиций: его подчинённые поднесли к стенам большое количество соломы, которую затем подожгли, тем самым устроив пожар в асьенде. Положение легионеров становилось всё хуже и хуже, поскольку асьенду также заволокло и дымом от пороха. Согласно Джеймсу Райану, крыша двухэтажного здания выгорела к 17:00.
К тому моменту из легионеров в строю оставалось 12 человек: лейтенант Моде, сержант Можицкий, легионеры Берг, Константен, Мэнь, Бертолетто, Катто, Горски, Кувассег, Леонард и Венцель. Полковник Милан вскоре вывел своих солдат с асьенды, и легионеры задались вопросом, как долго продлится их очередная передышка. В 17:30 Милан снова потребовал от своих подчинённых взять асьенду штурмом, а благодаря ветру, доносившему голос полковника, испаноговорящий легионер Бертолетто расслышал часть речи мексиканского командира. В частности, он услышал, что Милан жёстко отчитывал солдат за то, что они не могут справиться с уступающим по численности противником, и предупреждал, что Мексика заклеймит позором бойцов Веракруса за то, что они увязли на целый день в бою против «горстки французов».

### Последняя схватка

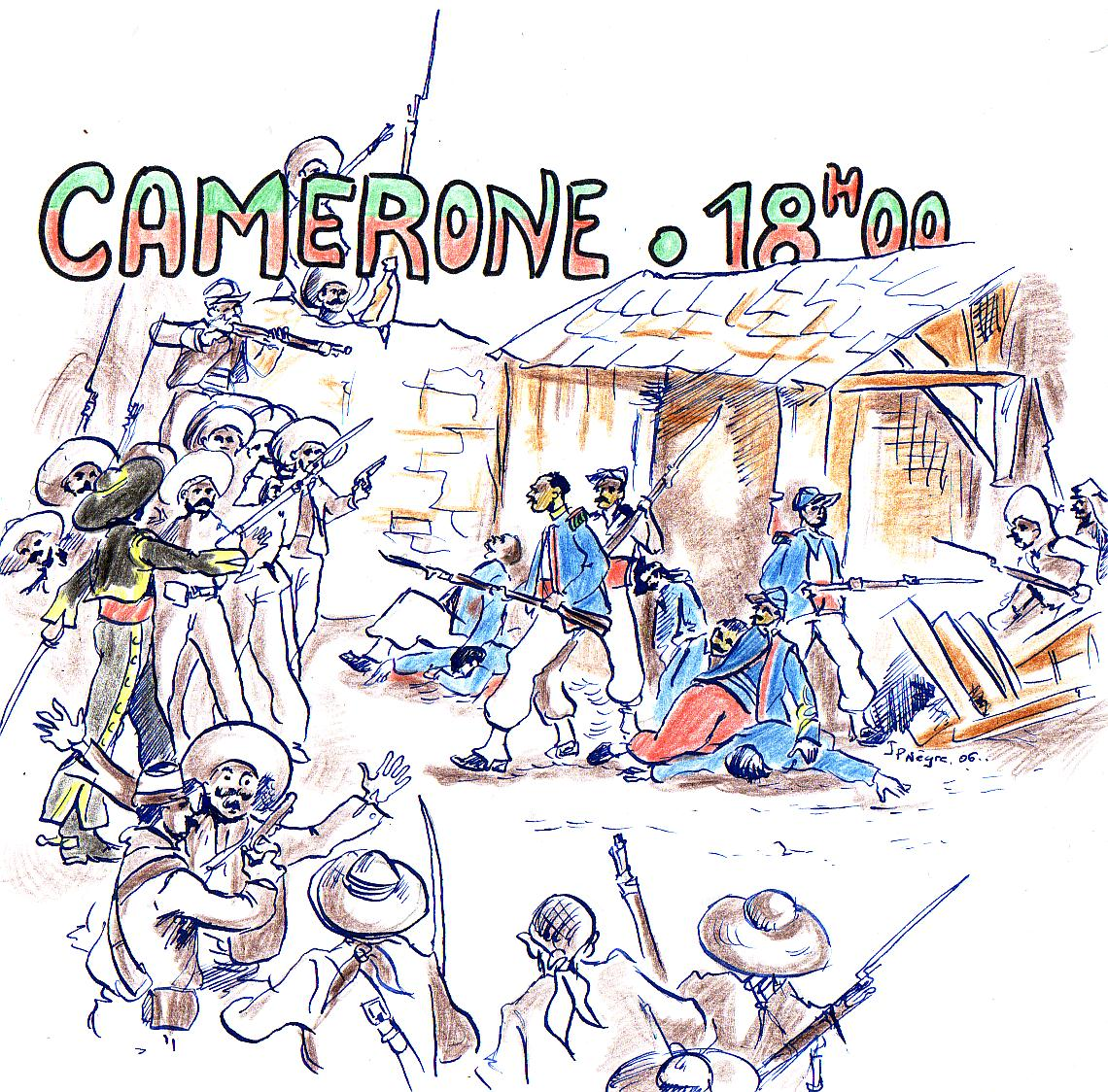
Эпизод боя в Камероне, датируемый 18:00 (в соответствии с подписью)

Несмотря на то, что легионеры метко стреляли по мексиканцам и убили немало нападавших, они продолжали нести потери: в конюшне погибли фузилёры Лернульд и Бертолотто (последний входил в число оставшихся 12 бойцов). Противник продолжил атаковать легионеров превосходящими силами: четверо легионеров (Берг, Маньин, Горски и Кувассег) были не в состоянии справиться с мексиканцами, и те разоружили эту четвёрку, взяв их в плен. Оставшиеся легионеры вместе с Моде забаррикадировались в юго-восточной части асьенды, соорудив из обломков и мусора баррикады. Можицкий был убит наповал выстрелом в голову и рухнул прямо на лейтенанта: капрал Мэнь обнаружил в его карманах всего два патрона. Вскоре погиб и легионер Леонард. Мэнь утверждал, что стоило им застрелить одного мексиканца, как на его месте оказывались сразу 10 человек.
К 18:00 в строю остались только пять бойцов во главе с лейтенантом Моде, укрывшиеся в конюшне — помимо самого лейтенанта, с ним были капрал Мэнь, фузилёры Катто, Константен и Венцель. У каждого из них осталось только по одному патрону: когда мексиканцы приблизились к ним на расстояние почти 4,5 м, по команде Моде бойцы сделали последний залп и затем бросились в штыковую атаку. Когда мексиканцы приготовились дать залп, легионер Катто бросился вперёд, пытаясь закрыть своим телом лейтенанта Моде и спасти его от гибели. Катто получил девятнадцать пулевых ранений и погиб мгновенно, а Моде получил два пулевых ранения и перелом бедра. В бою погиб и Венцель, едва державшийся на ногах. Капрал Мэнь взял на себя командование оставшимися легионерами, поведя их на позиции мексиканцев, которые приготовились к штыковому бою.
К оставшимся трём легионерам с призывом сдаться обратился майор Кампос, француз по происхождению, командир батальона Халапы. Капрал Мэнь ответил, что готов сдаться при условии сохранения за легионерами оружия и оказании помощи раненому лейтенанту Моде. Он заявил буквально следующее:

Мы сдадимся, если вы дадите нам самое формальное обещание оказать помощь и позаботиться о нашем лейтенанте и всех наших товарищах, страдающих, как и он, от ран; если вы пообещаете оставить нам наше снаряжение и оружие. Наконец, мы сдадимся, если вы обязуетесь говорить всем, кто пожелает слушать, что мы до конца выполнили свой долг.
Оригинальный текст (фр.)Nous nous rendrons si vous nous faites la promesse la plus formelle de relever et de soigner notre sous-lieutenant et tous nos camarades atteints, comme lui, de blessures ; si vous nous promettez de nous laisser notre fourniment et nos armes. Enfin, nous nous rendrons, si vous vous engagez à dire à qui voudra l'entendre que, jusqu'au bout, nous avons fait notre devoir.

В случае отказа мексиканцев от этих условий легионеры готовы были продолжить бой. Удивлённый мужеством легионеров, Кампос согласился принять капитуляцию легионеров на этих условиях, заявив, что таким людям «ни в чём нельзя отказать» (фр. On ne refuse rien à des hommes comme vous). На вопрос Кампоса, где остальные бойцы, Мэнь с гордостью ответил, что это и есть все выжившие бойцы. Бой закончился в районе 18:30.
Майор распорядился положить раненого лейтенанта Моде на носилки. Мэнь высказал Кампосу свои сомнения в том, что тот сдержит слово офицера и окажет раненым помощь, намекнув, что мексиканцы могут и казнить пленных. Кампос возмутился этому, заявив, что его долг — защищать пленных. Однако, когда колонна тронулась, один из мексиканских ополченцев внезапно бросился на пленников, выкрикивая в их адрес проклятия и оскорбления. Он выстрелил в них из двух револьверов, но промахнулся, а Кампос немедленно застрелил этого бойца из своего револьвера. Когда он привёл выживших бойцов к полковнику Милану, тот поинтересовался, действительно ли это все выжившие бойцы. Услышав утвердительный ответ, Милан заявил «Это не люди, а демоны!» (исп. ¡Pero estos no son hombres, son demonios!) и распорядился оказать всю необходимую помощь пленным.

## Последствия
В ходе сражения 49 легионеров и 3 офицера либо погибли непосредственно в бою, либо получили смертельные ранения, от которых скончались. Во дворе асьенды были найдены 22 тела легионеров. 12 легионеров попали в плен к мексиканцам. Непосредственно в бою погибли капитан Данжу, лейтенант Вилен, майор Тонель, сержант Можицкий, фузилеры Бернардо, Бертолетто, Бургистер, Катенхаузен, Катто, Конрад, Диккенс, Дюбуа, Фридрих, Фурбас, Гру, Хипп, Лангемайер, Лернульд, Ройсс, Зайлер, Вандесавель и Виттгенс. Считается, что общие потери мексиканцев составили 190—300 человек убитыми и около 300 ранеными, хотя некоторые источники называют цифру в 500 убитых. 96 тел убитых мексиканских солдат были найдены за пределами асьенды. Ещё 50 тел были найдены в траншее недалеко от того места, где мексиканцы оказывали помощь как своим, так и чужим раненым.
Взятых в плен легионеров доставили в Ла-Хойю, где находился штаб бригады полковника Милана. Медицинскую помощь легионерам оказывал доктор Франсиско Талавера, командир батальона Кордобы. Однако, несмотря на усилия врачей, лейтенант Моде умер 8 мая от последствий полученных ранений в Уатуско и был похоронен там с воинскими почестями. Единственным, кто выжил в бою и при этом не попал в плен, оказался барабанщик полка Лаи: в ночь с 1 на 2 мая полковник Жаннингро, прибывший на поле боя, обнаружил выжившего барабанщика среди множества трупов. Как стало известно, в ходе боя Лаи получил два пулевых ранения и семь ранений от холодного оружия, а мексиканцы оставили его лежать среди тел убитых солдат. Койоты, которые бродили рядом всю ночь и пожирали трупы, так и не рискнули наброситься на Лаи. Также выяснилось, что мексиканцы обобрали тела убитых легионеров. Барабанщик Лаи стал первым, кто рассказал французам о ходе сражения.
14 июля 1863 года большая часть выживших пленных была освобождена: их обменяли на 200 пленных мексиканских солдат и полковника мексиканской армии Мануэля Альбу (исп. Manuel A. Alba), взятого в плен французами в ноябре 1862 года. Согласно официальной формулировке, Альбу не включили в обменные списки, но освободили с той целью, чтобы он убедил мексиканцев не оказывать сопротивления французской армии. Из попавших в плен легионеров четверо так и не вернулись домой. Освобождённым французам мексиканцы передали тело погибшего капитана Данжу, его деревянную руку-протез и знамя легиона: руку обнаружил 20 июля 1865 года австрийский лейтенант Грюбер (нем. Grüber) в доме французского владельца ранчо, располагавшегося недалеко от Тезиутлана, и выкупил её за 50 пиастров. Капитана Данжу посмертно произвели в майоры, а выжившие легионеры были отмечены военными наградами (в частности, капрал Мэнь был произведён сначала в сержанты, а затем во вторые лейтенанты; также он был награждён орденом Почётного легиона).
В результате сражения 3-я рота 1-го батальона Иностранного легиона фактически прекратила своё существование, оставшись на бумаге. Обоз с золотом, артиллерией и припасами в итоге всё же был успешно доставлен войскам, осаждавшим Пуэблу, и город вскоре пал. В 1864 году Максимилиан был коронован в качестве императора Мексики, однако по ходу кампании французы так и не смогли решить поставленные в ходе вторжения задачи. В 1867 году Франция прекратила поддерживать Максимилиана I и вывела свои войска из Мексики, а сам император был вскоре арестован республиканцами, сторонниками Бенито Хуареса, приговорён к казни и расстрелян. За годы войны в Мексике Иностранный легион потерял 31 офицера и 1917 солдат.

## Память

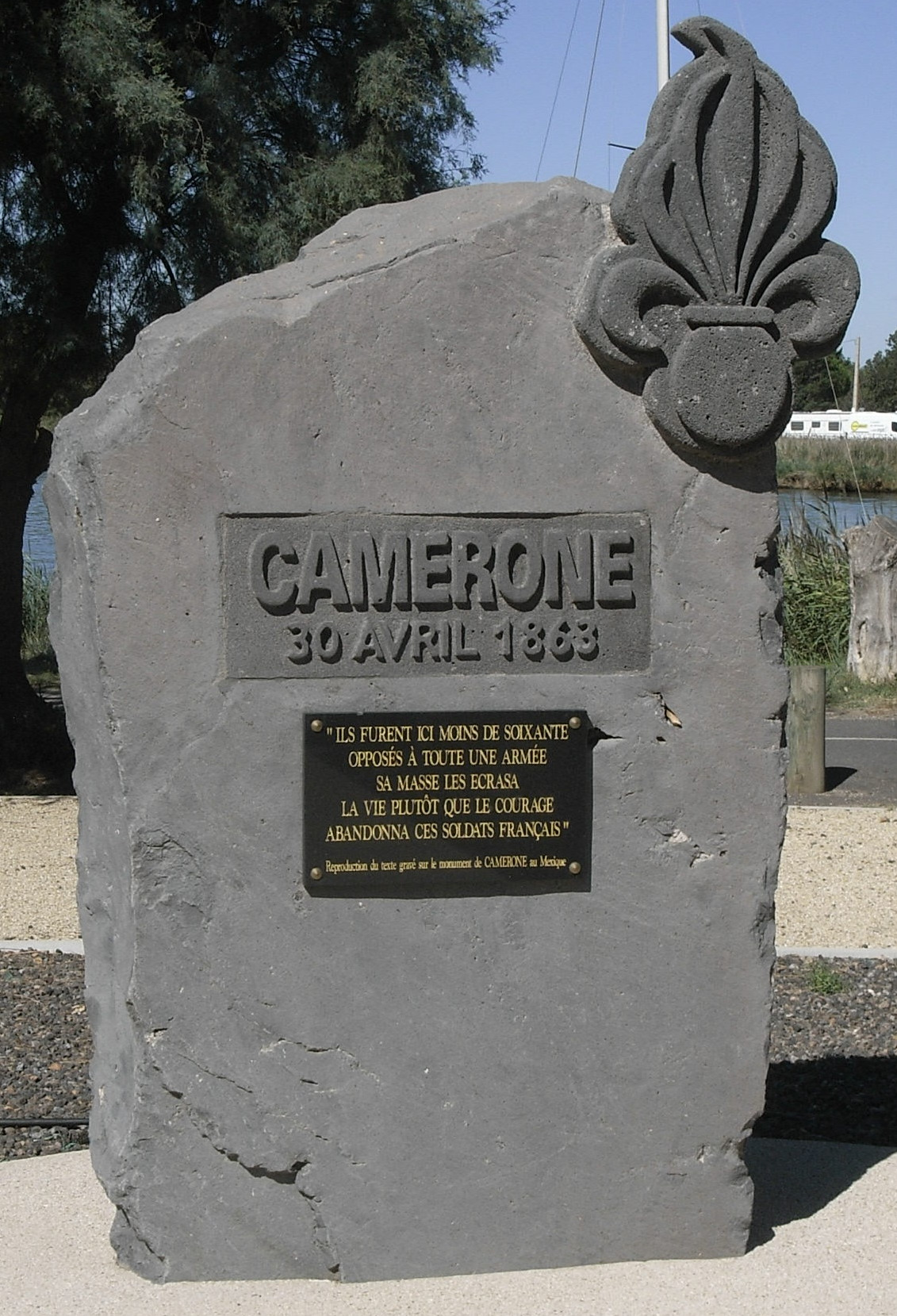
Памятник на месте битвы при Камероне

Битва при Камароне принесла славу Французскому Иностранному легиону, бойцы которого продемонстрировали верность своим идеалам и готовность сражаться до последнего человека. В память об этих событиях на эмблему 1-го иностранного полка был нанесён беркут с герба Мексики, а на штандарте полка появилась надпись «Camerone»: последнее решение было принято в соответствии с распоряжением от 4 октября 1863 года, отданным военным министром Жаком Луи Рандоном. Также по распоряжению императора Наполеона III имена капитана Данжу, лейтенантов Вилена и Моде необходимо было высечь на мемориальной табличке и установить её в так называемом Дворе чести в парижском Доме инвалидов, однако де-факто это решение было исполнено только 6 апреля 1949 года, когда табличку с этими именами доставили из Сиди-Бель-Аббеса в Париж.
В 1892 году на месте боя был установлен монумент, у которого ежегодно проводятся памятные мероприятия при участии мексиканского правительства. На памятнике высечена надпись на французском языке:

Их было здесь меньше шестидесяти,
противостоявших целой армии.
Её масса их раздавила.
Скорее жизнь, чем храбрость
покинула этих французских солдат
30 апреля 1863.
В память о них воздвигнут этот памятник.
Оригинальный текст (фр.)Ils furent ici moins de soixante
Opposés a toute une armée
Sa masse les écrasa
La vie plutôt que le courage
Abandonna ces soldats Français
Le 30 Avril 1863
A leur mémoire la patrie éleva ce monument

Ежегодно 30 апреля Иностранным легионом проводятся мероприятия, посвящённые битве при Камароне: на построении бойцам зачитывают отчёт об этом сражении (Récit de Camerone), в котором подчёркиваются личностные качества сражавшихся легионеров. Впервые отчёт зачитал в 1906 году лейтенант Мари Франсуа (фр. Marie François) перед контингентом Иностранного легиона во Французском Индокитае в местечке Та-Лунг (фр. Ta-Lung). В ходе празднований на публичное обозрение выставляется деревянная рука-протез капитана Жана Данжу , которую выносит один из лучших бойцов Легиона. После возвращения Легиона из Мексики руку доставили в Обань, где она стала экспонатом музея Иностранного легиона: ныне она считается самой ценной реликвией Легиона. В официальном журнале Иностранного легиона «Képi Blanc» регулярно выходят разные публикации о сражении при Камероне, среди которых встречаются и картины сражения.
В культуре легионеров под словом «Камерон» подразумеваются не только все подобные этому сражению битвы, но и характерный для легионеров образ мышления и отношение к действительности, которое называют также «духом Камерона». Во французском языке, на котором говорят легионеры, появилось выражение «faire Camerone» (букв. фр. поступать, как в Камероне), означающее «бороться до конца, несмотря ни на что».

## Комментарии
1. ↑  Полк образован после объединения 1-го и 2-го полков, состоявшегося в декабре 1861 года[31].
2. ↑  В течение первых 12 месяцев пребывания Легиона в Мексике примерно одна треть легионеров умерла от жёлтой лихорадки[19], от которой умерло также немало солдат других регулярных частей французской армии[23].
3. ↑  Здесь — легионер, рядовой боец[38].
4. ↑  Точная фамилия неизвестна, варианты — Халлер (Haller), Хеллер (Heller) или Холлер (Holler)[38]
5. ↑  По словам Эрвана Берго, там также были уланы под командованием дона Иларио Осарио (исп. Ilario Osario)[48].
6. ↑  Бригадный генерал Ален Ларде пишет, что легионеры открыли огонь с расстояния в 60 м[35], Эрван Берго — с расстояния в 60 шагов[48].
7. ↑  В 1853 году во время топографической экспедиции в Алжире капитан Данжу лишился кисти левой руки из-за случайно взорвавшегося в его руках ружья[6].
8. ↑  Эрван Берго утверждает, что к 16:00 около 30 легионеров ещё держали оборону[75].
9. ↑  По словам Джеймса Райана, этими четырьмя бойцами были Маньин, Пинцингер, Горски и Кувассег[79], а Берг был взят в плен немного раньше[78].
10. ↑  Эрван Берго называет его полковником[85], Джеймс Райан — майором[87].